# Hiro (Motorenhersteller)
Hiro (vollständig: Hiro Motori) war ein italienischer Hersteller von Zweitaktmotoren für Motorräder. Das Unternehmen wurde 1973 von dem Motocrossfahrer Andrea Mosconi in Origgio in der Provinz Varese gegründet und war bis 1986 aktiv.

## Vorgeschichte
In den Jahren 1969 und 1970 baute Mosconi unter der Eigenmarke „Eurocross 125“ Motocrossmaschinen mit 125-cm³-Aermacchi-Zweitaktmotoren. Diese Kleinserie führte zur Gründung seiner eigenen Motorenproduktion, nachdem Aermacchi die Zulieferung eingestellt hatte.

## Unternehmensgeschichte
Das Unternehmen wurde 1973 gegründet mit dem Ziel, leistungsfähige Zweitaktmotoren zu entwickeln. Die Produktion umfasste zunächst 175-, 250- und 350-cm³-Motoren für Motocross-, Enduro- und Straßenmaschinen. Später wurden auch 125-cm³- und 250-cm³-Motoren angeboten sowie ein 320-cm³-Trialmotor, der unter anderem in der Garelli Trial 323 eingesetzt wurde, und ein 23‑PS-Sportflugzeugmotor. Hiro belieferte zahlreiche italienische und internationale Hersteller: Accossato, Alfer, Ancillotti, Aprilia, Armstrong‑CCM, Barbiero, Cagiva, Garelli, GKD, Moto Gori, MAV, Mazzilli, Otus, TGM, Trans AMA, Maltry.

## Produkte
- Zweitaktmotoren, 5–6 Gänge, mit Lamellenkupplung
- Hubraumvarianten: 125, 175, 250, 320 (Trial), 350 cm³
- Leistung:  
  - 125 cm³: 26–30 PS
  - 250 cm³: 36,5–38 PS
- Luft- und wassergekühlte Varianten bei Trialmotoren

- Modell „Miller“ (350 cm³, 6‑Gang, 18 PS bei 6500/min, ca. 1978) Sonderanfertigung für Sammy Miller – später als Kleinserie, wurde in Armstrong‑CCM-Trialmaschinen und in der „Maltry 320“ von Trans AMA eingebaut.

## Sportliche Erfolge
- Erfolge im Motocross durch Ivan Alborghetti (1976).
- Erfolge in Enduro- und Trial-Wettbewerben, z. B. Miller-Prototyp-Serie um 1978.

## Fusion mit Aprilia und Ende
Im Jahr 1976 bestand eine enge Kooperation mit Aprilia, eine rechtliche Übernahme blieb aus. Die Produktion unter eigenem Namen wurde bis 1986 fortgeführt und zum Jahresende eingestellt.